# Rafael Sabatini
Rafael Sabatini (Jesi, 29 aprile 1875 – Adelboden, 13 febbraio 1950) è stato uno scrittore italiano naturalizzato britannico, autore di romanzi – in particolare d'amore e d'avventura – di successo.

## Biografia
Nacque a Jesi, in provincia di Ancona, da madre inglese e padre italiano. I genitori erano cantanti d'opera che divennero insegnanti. Da giovane Rafael visse a contatto con molte lingue, vivendo con suo padre in Inghilterra, frequentando la scuola in Portogallo e, da ragazzo, trascorrendo alcuni periodi di tempo in Svizzera. Prima di compiere i diciassette anni, quando tornò a vivere in Inghilterra, padroneggiava cinque lingue, alle quali aggiunse presto l'inglese. Scelse di scrivere nella sua lingua d'adozione, poiché, diceva, «tutte le storie migliori sono scritte in inglese».
Dopo una breve apparizione nel mondo degli affari, Sabatini tornò alla scrittura. Negli anni '90 dell'XIX secolo scrisse brevi racconti; il primo romanzo è datato 1902. Ma ci volle più d'un quarto di secolo prima che riuscisse ad ottenere successo, grazie al suo Scaramouche, pubblicato nel 1921. Questo brillante romanzo sulla rivoluzione francese divenne un best seller internazionale. Fu seguito con egual successo da Captain Blood nel 1922. Tutte le sue produzioni precedenti vennero presto ristampate, la più popolare delle quali intitolata The Sea Hawk, pubblicata originariamente nel 1915.
Sabatini fu uno scrittore prolifico, capace di redigere un libro l'anno.
Forse non raggiunse più il successo mondiale ottenuto con Scaramouche e Captain Blood, ma durante i decenni che seguirono Sabatini mantenne un ottimo livello di popolarità tra i lettori.
Negli anni '40 del 1900 le condizioni inferme di salute lo costrinsero a rallentare la produttività letteraria. Nonostante ciò, durante questo periodo scrisse parecchi libri. Morì il 13 febbraio 1950 ad Adelboden, in Svizzera. Sulla sua lapide la moglie incise «He was born with a gift of laughter and a sense that the world was mad», la prima riga del suo più celebre lavoro, Scaramouche.

## Opere
I suoi romanzi più celebri sono:
- The Sea Hawk (1915), un romanzo sull'Armata navale spagnola e sui pirati della Costa Barbaresca;
- Scaramouche (1921), un romanzo che si svolge durante la rivoluzione francese in cui il protagonista, fuggiasco, si mescola ai membri di una compagnia di commedianti;
- Captain Blood (1922), in cui il protagonista è l'ammiraglio di un vascello della flotta pirata (Sabatini scrisse anche su sequel);
- Bellarion the Fortunate (1926), su uno scaltro ragazzo immerso nella politica italiana del XV secolo in Italia.

I primi tre libri ebbero una trasposizione cinematografica che ottenne buon successo.
In totale Sabatini produsse trentuno romanzi, otto raccolte di racconti, sei libri, numerose storie brevi non organizzate e un'opera teatrale.

### Narrativa

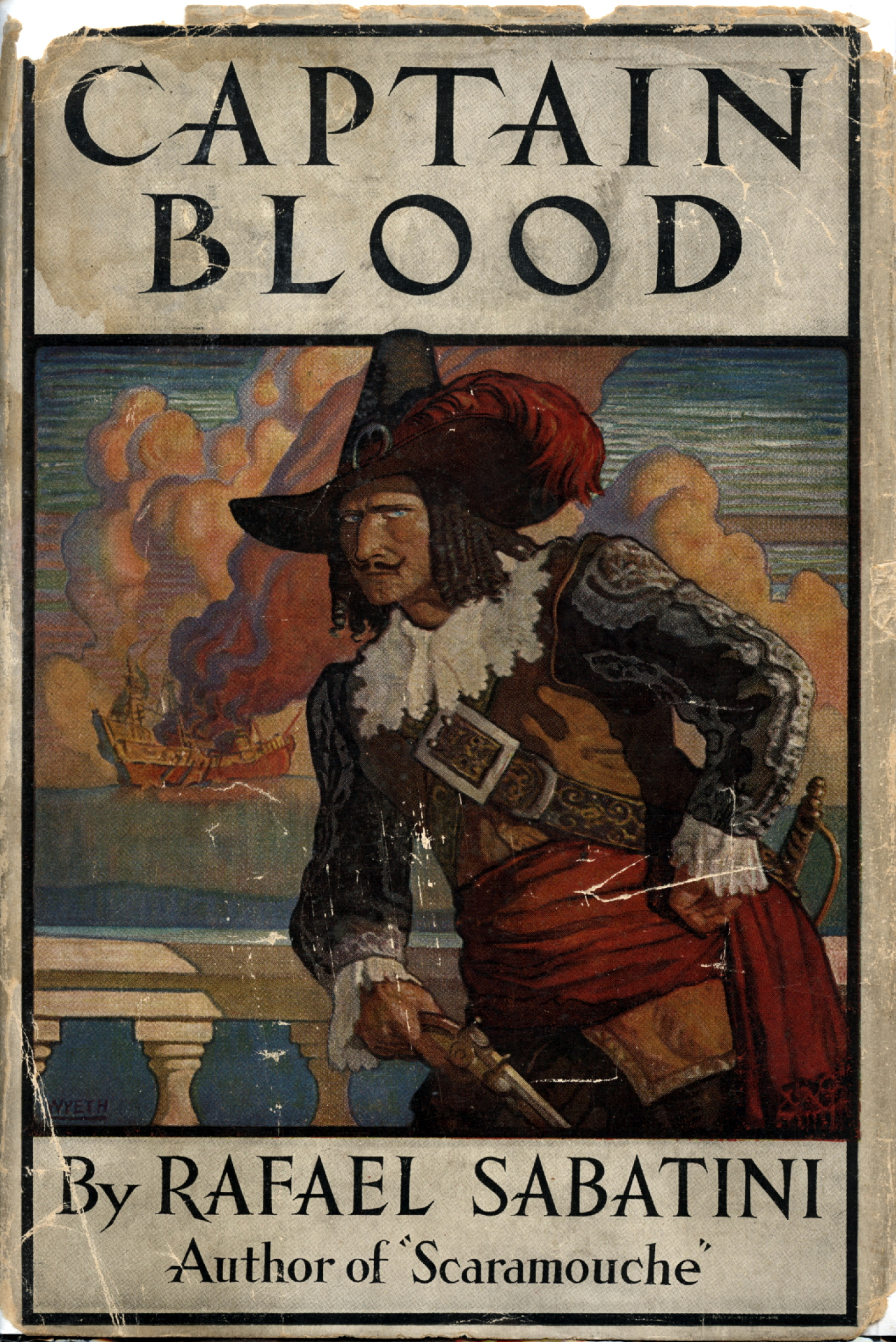
Copertina dell'edizione del 1922 di Capitan Blood

- I pretendenti di Yvonne (The Lovers of Yvonne o The Suitors of Yvonne) (1902) - edizione italiana: Sonzogno, 1940
- Il cavaliere della taverna (The Tavern Knight) (1904) - Sonzogno, 1935
- Bardelys il magnifico (romanzo) (Bardelys the Magnificent) (1905) - Salani, 1933
- I gigli calpestati (The Trampling of the Lilies) (1906) - Bietti, 1932 (pubblicato con il titolo Il fiordaliso calpestato da Sonzogno nel 1937, con il titolo Sangue sul fiordaliso da Salani nel 1956)
- Amori ed armi (Love-At-Arms: Being a narrative excerpted from the chronicles of Urbino during the dominion of the High and Mighty Messer Guidobaldo da Montefeltro) (1907) - Sonzogno, 1934
- La vergogna del buffone (The Shame of Motley) (1908) - Sonzogno, 1935
- L'estate di San Martino (St. Martin's Summer) (1909) - Sonzogno, 1933
- Antonio Wilding (Mistress Wilding o Anthony Wilding) (1910) - Sonzogno, 1937
- La pelle del leone (The Lion's Skin) (1911) - Sonzogno, 1933
- La giustizia del duca (The Justice of the Duke) (1912) - Sonzogno, 1934
- Il santo ambiguo (The Strolling Saint) (1913) - Sonzogno, 1936
- I cancelli della morte (The Gates of Doom) (1914) - Sonzogno, 1932
- Lo sparviero del mare (The Sea Hawk) (1915) - Sonzogno, 1931
- Il vessillo del toro (The Banner of the Bull) (1915) - Sonzogno, 1933
- The Snare (1917)
- Scaramouche (1921) - Sonzogno, 1930
- Il capitano Blood o Capitan Blood (Captain Blood o Captain Blood His Odyssey) (1922) - Sonzogno, 1931
- L'uomo e il destino (Fortune's Fool) (1923) - Sonzogno, 1937
- I ribelli della Carolina (The Carolinian) (1924) - Sonzogno, 1934
- Bellarion (Bellarion the Fortunate) (1926) - Sonzogno, 1932
- Le nozze di Corbal (The Nuptials of Corbal) (1927) - Sonzogno, 1936
- La strega (The Hounds of God) (1928) - Sonzogno, 1938
- Il principe romantico (The Romantic Prince) (1929) - Sonzogno, 1938
- The Reaping (1929)
- Il favorito (Sabatini) (The King's Minion o The Minion) (1930) - Sonzogno, 1937
- La congiura di Scaramouche (Scaramouche the King-Maker) (1931) - Sonzogno, 1937
- Le cronache del Capitano Blood (Captain Blood Returns o The Chronicles of Captain Blood) (1931) - Sonzogno, 1935
- Il cigno nero (The Black Swan) (1932) - Sonzogno, 1938
- La vittima designata (The Stalking Horse) (1933)
- La maschera veneziana (Venetian Masque) (1934) - Sonzogno, 1937
- Cavalleria (Chivalry) (1935) - Sonzogno, 1937
- Le fortune del capitano Blood (The Fortunes of Captain Blood) (1936) - Sonzogno, 1938
- Scaramis (1936)
- Il re scomparso (The Lost King) (1937) - Sonzogno, 1938
- La spada dell'Islam (The Sword of Islam) (1939) - Sonzogno, 1939
- Maestro d'armi (The Marquis of Carabas o Master-At-Arms) (1940) - Sonzogno, 1954
- Cristoforo Colombo (Columbus) (1941) - Sonzogno, 1949
- Re in Prussia (romanzo) (King In Prussia o The Birth of Mischief) (1944) - Sonzogno, 1947
- Racconti turbolenti (Turbulent Tales) (1946) - Sonzogno, 1953
- Il giocatore (The Gamester) (1949) - Sonzogno, 1953

### Teatro
- Il bacio di Giuda (The Tyrant: An Episode in the Career of Cesare Borgia, a Play in Four Acts) (1925) - Sonzogno, 1937

### Saggistica
- Cesare Borgia di Francia, Duca del Valentino e di Romagna, Principe di Andria e Venafro (The Life of Cesare Borgia) (1912) - Sonzogno, 1949
- Torquemada e l'inquisizione spagnola (Torquemada and the Spanish Inquisition) (1913) - Sonzogno, 1948
- Le notti storiche (The Historical Nights' Entertainment) (1917) - Sonzogno, 1940
- Heroic Lives (1934)

## Adattamenti cinematografici
Dalle opere di Sabatini sono state tratti i seguenti film:
- The Blackmailer, regia di Rupert Julian (1916)
- Scaramouche, regia di Rex Ingram (1923)
- The Sea Hawk, regia di Frank Lloyd (1924)
- Captain Blood diretto da David Smith (1924)
- Bardelys il magnifico (Bardelys the Magnificent), regia di King Vidor, con John Gilbert e Eleanor Boardman (1926)
- Capitan Blood (Captain Blood), regia Michael Curtiz, con Errol Flynn e Olivia de Havilland (1935)
- Lo sparviero del mare (The Sea Hawk), regia di Michael Curtiz (1940)
- Il cigno nero (The Black Swan), regia di Henry King, interpretato da Tyrone Power e Maureen O'Hara (1942)
- Cristoforo Colombo (Christopher Columbus), regia di David MacDonald, interpretato da Fredrich March (1949)
- Le avventure di Capitan Blood (Fortunes of Captain Blood), regia di Gordon Douglas, con Louis Hayward e Patricia Medina (dal romanzo Capitan Blood) (1950)
- Il corsaro (Captain Pirate), regia di Ralph Murphy con Louis Hayward e Patricia Medina (dal romanzo Captain Blood Returns) (1952)
- Scaramouche, regia di George Sidney, con Stewart Granger, Eleanor Parker e Janet Leigh (1952)
- Le avventure di Scaramouche, regia di Antonio Isasi-Isasmendi con Gérard Barray e Gianna Maria Canale (dal romanzo Scaramouche) (1963)
- Odisseya Kapitana Blada, regia di Andrei Prachenko con Yves Lambrecht (dal romanzo Capitan Blood) (1992)